# Eparquia de Hosur
A Eparquia de Hosur (em latim: Eparchia Hosurensis) é uma circunscrição eclesiástica da Igreja Católica Siro-Malabar em Hosur (Tâmil Nadu), na Índia. Foi erigida em 9 de outubro de 2017. Seu atual eparca é Sebastian Pozholiparampil. Sua sé é a Catedral de Santo Antônio de Hosur.
Em 2024, possui 22 sacerdotes, contando com uma população jurisdicionada batizada de 67.800 batizados.

## História
A eparquia de Hosur foi erigida pelo Papa Francisco em 9 de outubro de 2017 com a Bula Corporis mystici.

## Território
A eparquia estende sua jurisdição sobre os fiéis da Igreja Católica Siro-Malabar nos distritos de Chennai, Tiruvallur, Kanchipuram, Dharmapuri, Krishnagiri, Vellore, Tiruvannamalai, Cuddalore, Viluppuram, Ranipet, Tirupathur, Chengalpattu e Kallakurichi, na parte norte do estado de Tâmil Nadu, e nos territórios de Pondicherry e Karaikal.

## Episcopado
|        | Nome                      | Período | Notas  |
| Bispos | Bispos                    | Bispos  | Bispos |
| ------ | ------------------------- | ------- | ------ |
| 1º     | Sebastian Pozholiparampil | 2017 -  | atual  |